# MorphoLogic
A MorphoLogic cég fejlesztette az első széles körben használt magyar helyesírás-ellenőrző modult, többek közt a Microsoft Wordhöz. Ismert termékei még a MetaMorpho fordítóprogram, a MoBiMouse (a fordító egér) és a MorphoMouse találóprogram.
Ami tudományos, az nem szükségszerűen körülményes és lassú, ami pedig eladható, az nem feltétlenül tudománytalan.

## Történet
A céget 1991-ben alapította Prószéky Gábor, Tihanyi László, Pál Miklós és Dominus Péter.

## Díjak, elismerések
- Compfair vásárdíj, 1993
- Compfair vásárdíj, 1996
- IST Prize, az Európai Unió információtechnológiai díja, 1999